# Arcidiocesi di Tirana-Durazzo

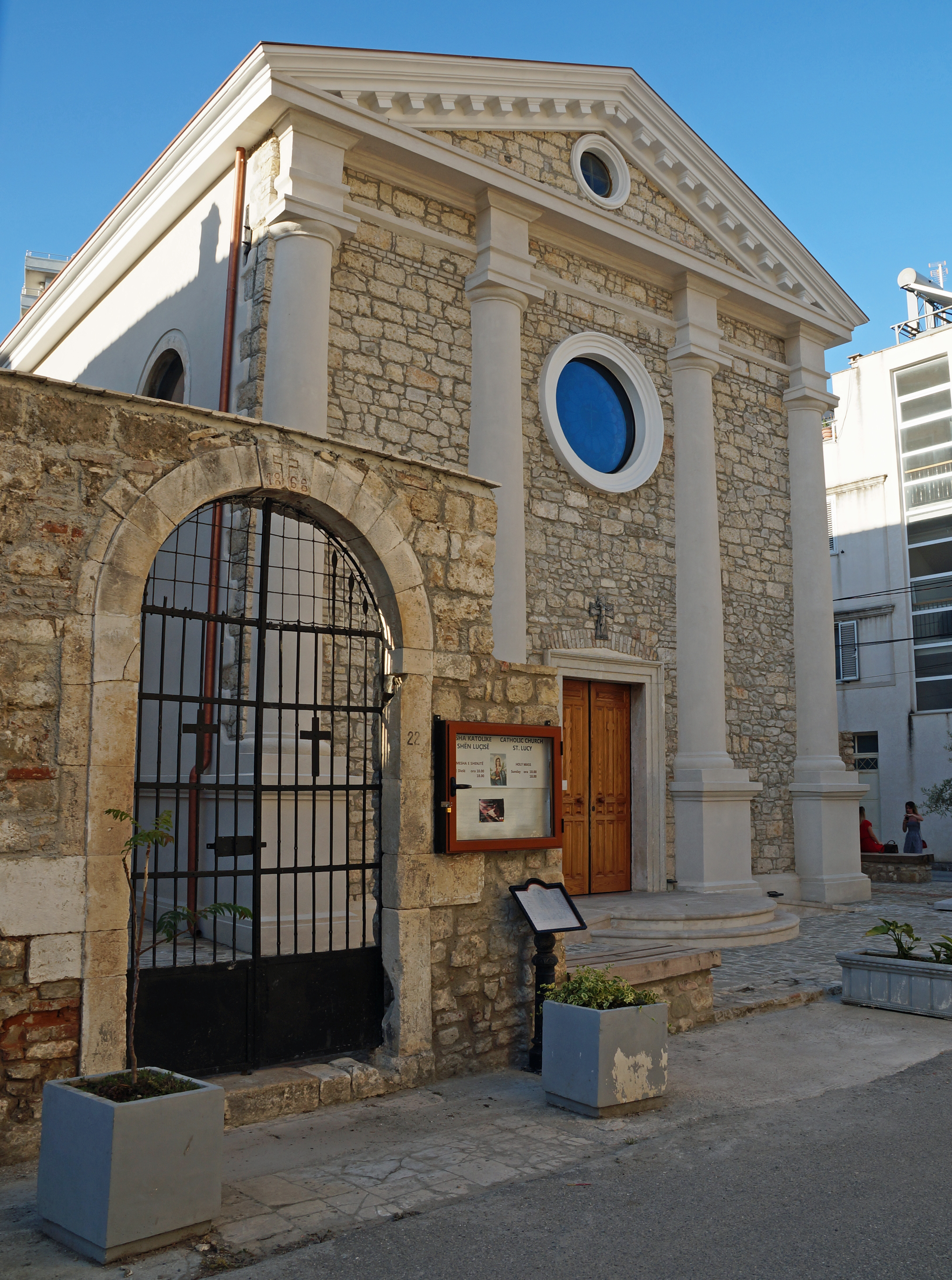
La concattedrale di Santa Lucia di Durazzo.

L'arcidiocesi di Tirana-Durazzo (in latino Archidioecesis Tiranensis-Dyrracena) è una sede metropolitana della Chiesa cattolica in Albania. Nel 2022 contava 122878 battezzati su 1242100 abitanti. È retta dall'arcivescovo Arjan Dodaj.

## Territorio
L'arcidiocesi comprende la parte centro-occidentale dell'Albania.
Sede arcivescovile è la città di Tirana, dove si trova la cattedrale di San Paolo. A Durazzo sorge la concattedrale di Santa Lucia, già cattedrale della diocesi dal 1937 al 2001.
Il territorio si estende su 2.263 km² ed è suddiviso in 19 parrocchie.
La provincia ecclesiastica include la diocesi di Rrëshen e l'amministrazione apostolica dell'Albania meridionale.

## Storia
La diocesi di Durazzo ha origini antiche. Secondo la tradizione il primo vescovo sarebbe stato Cesare o Cesario, uno dei settanta o settantadue discepoli menzionati nel Nuovo Testamento. Sempre secondo la tradizione Asteio, successore di Cesario sulla cattedra di Durazzo, avrebbe subito il martirio sotto l'imperatore Traiano verso l'anno 100.
Il primo vescovo storicamente accertato è Eucario, presente al concilio di Efeso nel 431. Già a quel tempo Durazzo era sede metropolitana dell'Epiro Nuovo, provincia chiamata anticamente Illiria. Nella Notitia Episcopatuum attribuita all'imperatore Leone VI (inizio X secolo), a Durazzo sono assegnate quattro diocesi suffraganee: Stefaniaco, Cunavia, Croia e Elisso.
Nei secoli seguenti la sede di Durazzo fu a lungo contesa fra i Bizantini, le continue invasioni slave di Bulgari e Serbi e alla fine prevalsero i Bizantini: Durazzo fu sottoposta all'autorità patriarcale di Costantinopoli. Nell'XI secolo i vescovi di Durazzo durante lo scisma seguirono Michele Cerulario.
Nel 1209, dopo la conquista crociata di Costantinopoli, fu eretta un'arcidiocesi di rito latino che fu sede metropolitana, che coesisteva con l'antica diocesi di rito greco, che non venne mai soppressa.
Nel 1400 la sede latina perse il rango di metropolia e divenne una sede immediatamente soggetta, conservando però il titolo arcivescovile. Durante la dominazione ottomana, a partire dal 1501, la successione episcopale fu più volte interrotta e i vescovi cambiarono località di residenza, trasferendosi a Corbina nel 1509 e da qui a Canovia. Ancora all'inizio del XX secolo gli arcivescovi di Durazzo risiedevano a Delbenisti, dove la chiesa di San Teodoro era stata adibita a cattedrale.
Nella prima metà del XVII secolo e nel 1640 incorporò rispettivamente il territorio delle diocesi di Albania e di Stefaniaco, che furono soppresse.
Durante l'occupazione ottomana rimase la sede prima cattolica d'Albania. Numerosi missionari greco-cattolici albanesi d'Italia fra il XVII secolo e il XVIII secolo furono arcivescovi titolari di Durazzo e vicari apostolici di Himara. Nel XVIII secolo fu realizzata presumibilmente la chiesa di Santa Lucia a Durazzo, poi elevata al rango di cattedrale nel 1937.
Il 10 marzo 1926, in forza del breve Quae rei sacrae di papa Pio XI, cedette una porzione di territorio, corrispondente all'attuale regione greca dell'Epiro, all'arcidiocesi di Corfù, Zante e Cefalonia.
L'11 novembre 1939 cedette una porzione del suo territorio a vantaggio dell'erezione dell'amministrazione apostolica dell'Albania meridionale.
Il 16 novembre 1946 il parroco don Josef Marksen morì in carcere, dove scontava una condanna di due anni, ucciso dalle guardie L'arcivescovo Vinçenc Prennushi morì in carcere nel 1949 per infarto, causato dai maltrattamenti, dalle torture e dalle condizioni della prigionia Il 5 novembre 1951 morì in carcere, dopo essere stato torturato, il vicario generale della diocesi, mons. Jul Bonati. Il 20 ottobre 1971 fu giustiziato don Shtjefën Kurti, condannato a morte dopo che aveva già scontato una condanna di 17 anni. Sono stati tutti beatificati il 5 novembre 2016.
L'arcidiocesi è stata vacante durante il regime di Enver Hoxha; dal 18 aprile 1958 al 1992 fu affidata come amministrazione apostolica a Nikollë Troshani.
Il 23 dicembre 1992 l'arcidiocesi ha ricevuto la denominazione Durazzo-Tirana e l'organizzazione attuale da papa Giovanni Paolo II.
Il 7 dicembre 1996 parte del territorio dell'arcidiocesi, insieme a quello appartenente all'abbazia territoriale di Orosh, simultaneamente soppressa, è stato assegnato alla neo-eretta diocesi di Rrëshen. Nel 2001 la chiesa di San Paolo a Tirana è stata elevata al rango di cattedrale, mentre la chiesa di Santa Lucia a Durazzo è divenuta concattedrale.
Il 25 gennaio 2005, in forza della bolla Solet Apostolica Sedes di papa Giovanni Paolo II, è tornata ad essere sede metropolitana, assumendo il nome attuale.

## Cronotassi dei vescovi

### Arcivescovi greci
- Eucario † (menzionato nel 431)
- Luca † (prima del 449 - dopo il 458)
- Anonimo † (menzionato nel 519)
- Mariano † (menzionato nel 553 circa)
- Urbicio † (menzionato nel 598)
- Sisinnio † (menzionato nel 692)[12]
- Niceforo † (menzionato nel 787)[13]
- Filippo † (VIII/IX secolo)[14]
- Antonio † (prima dell'822 circa - primavera 843 eletto metropolita di Tessalonica)[15]
- Luciano † (menzionato nell'879)[16]
- Teodosio † (X secolo)[17]
- Anonimo † (menzionato nel 914/918)[18]
- Anonimo † (X/XI secolo)[19]
- Lorenzo † (prima del 1032 - dopo il 1054)[20]

### Arcivescovi latini
- Manfredo † (circa 1209 - 1211 deceduto)
- A. † (2 agosto 1211 - ?)
- Antonio † (prima del 1296 - dopo il 1301)
- Pietro † (prima del 1303 - dopo il 1304)
- Matteo † (prima del 1320 - dopo il 1334 deceduto)
- Pietro da Geronsa, O.F.M. † (23 marzo 1340 - ?)
- Angelo, O.F.M. † (1344 - ? deceduto)
- Antonio da Alessandria, O.F.M. † (25 maggio 1349 - ? deceduto)
- Demetrio † (20 dicembre 1363 - ?)
- Giovanni † (28 settembre 1388 - ? deceduto)
- Stefano da Napoli, O.Carm. † (3 giugno 1394 - ?)
- Giovanni Panella † (15 maggio 1395 - 16 maggio 1399 nominato arcivescovo, titolo personale, di Capaccio)
- Leonardo Piermicheli † (5 giugno 1399 - ?)
- Minore † (13 settembre 1403 - ? deceduto)
- Giovanni di Durazzo, O.P. † (1º ottobre 1412 - 1421 o 1422 deceduto)
- Nicola di Cosma, O.F.M. † (6 luglio 1422 - ? deceduto)
- Giovanni de Monte † (21 ottobre 1429 - dopo il 1441 deceduto)
- Giacomo da Cortino † (26 gennaio 1457 - ? deceduto)
- Stefano Birello, O.S.M. † (9 marzo 1458 - 1459 deceduto)
- Pal Engjëlli † (19 maggio 1460 - 1470 deceduto)
- Nicola Barbuti, O.P. † (5 maggio 1469 - ? deceduto)
- Marco Cattaneo † (16 novembre 1474 - agosto 1487 deceduto)
- Martino Firmani † (18 febbraio 1492 - 6 agosto 1499 deceduto)
- Francesco Quirini † (27 novembre 1499 - 1º agosto 1505 deceduto)
- Nicola Foresio, O.E.S.A. † (1º settembre 1505 - 1510 deceduto)
- Gabriele Mascioli, O.E.S.A. † (1511 - 25 ottobre 1534 deceduto)
- Giorgio Stemagu † (21 giugno 1535 - circa 1540 deceduto)
- Ludovico Bianchi, O.F.M.Conv. † (16 aprile 1540 - ?)
  - Sede vacante
- Decio Carafa † (circa 1608 - 7 gennaio 1613 nominato arcivescovo di Napoli)
- Antonio Provana † (21 luglio 1622 - 19 gennaio 1632 nominato arcivescovo di Torino)
- Girolamo Greco † (1634 - ?)
- Marco Scura, O.F.M. † (10 settembre 1640 - 27 aprile 1656 deceduto)
- Nicola Carpegna † (27 agosto 1657 - 1670 deceduto)
- Gerardo Galata † (19 maggio 1670 - circa 1696 deceduto)
  - Nicola Vladagni † (27 giugno 1698 - 30 marzo 1700) (amministratore apostolico)
- Pietro Zumi † (30 marzo 1700 - 1720 deceduto)
- Pietro Scurra † (30 settembre 1720 - 1737 deceduto)
- Giovanni Galata † (26 gennaio 1739 - prima del 28 febbraio 1752 deceduto)
- Nicolò Angelo Radovani † (18 dicembre 1752 - prima del 16 maggio 1774 deceduto)
- Tommaso Mariagni † (27 giugno 1774 - 1808 ?)
- Paolo Galata † (1808 succeduto - 12 agosto 1836 deceduto)
- Nicola Bianchi † (26 giugno 1838 - 7 maggio 1843 deceduto)
- Giorgio Labella, O.F.M.Ref. † (26 novembre 1844 - 4 giugno 1847 dimesso)
- Raffaele D'Ambrosio, O.F.M.Ref. † (17 dicembre 1847 - 27 novembre 1892 dimesso)
- Primo Bianchi † (17 luglio 1893 - 12 giugno 1922 dimesso[21])
- Francesco Melchiori, O.F.M. † (12 giugno 1922 succeduto - 31 ottobre 1928 deceduto)
- Pjetër Gjura † (15 maggio 1929 - 9 luglio 1939 deceduto)
- Beato Vinçenc Prennushi, O.F.M. † (26 giugno 1940 - 19 marzo 1949 deceduto)
  - Sede vacante (1949-1992)
  - Nikollë Troshani † (18 aprile 1958 - 1991 ritirato) (amministratore apostolico)
- Rrok Kola Mirdita † (25 dicembre 1992 - 7 dicembre 2015 deceduto)
- George Anthony Frendo, O.P. (17 novembre 2016 - 30 novembre 2021 ritirato)
- Arjan Dodaj, dal 30 novembre 2021

## Statistiche
L'arcidiocesi nel 2022 su una popolazione di 1.242.100 persone contava 122.878 battezzati, corrispondenti al 9,9% del totale.
| anno                           | popolazione | popolazione | popolazione | presbiteri | presbiteri | presbiteri | presbiteri                | diaconi | religiosi | religiosi | parrocchie |
| anno                           | battezzati  | totale      | %           | numero     | secolari   | regolari   | battezzati per presbitero | diaconi | uomini    | donne     | parrocchie |
| ------------------------------ | ----------- | ----------- | ----------- | ---------- | ---------- | ---------- | ------------------------- | ------- | --------- | --------- | ---------- |
| 1950                           | 28.877      | ?           | ?           | 28         | 13         | 15         | 1.031                     |         |           |           | 20         |
| sede vacante, dati sconosciuti |             |             |             |            |            |            |                           |         |           |           |            |
| 1999                           | 62.000      | 892.000     | 7,0         | 30         | 8          | 22         | 2.066                     |         | 25        | 87        | 19         |
| 2000                           | 67.429      | 897.429     | 7,5         | 34         | 8          | 26         | 1.983                     |         | 30        | 103       | 18         |
| 2001                           | 114.300     | 1.000.000   | 11,4        | 35         | 9          | 26         | 3.265                     |         | 30        | 106       | 18         |
| 2002                           | 96.645      | 1.000.000   | 9,7         | 37         | 11         | 26         | 2.612                     |         | 31        | 108       | 18         |
| 2007                           | 107.000     | 1.220.000   | 8,7         | 40         | 11         | 29         | 2.675                     |         | 33        | 129       | 19         |
| 2010                           | 130.380     | 1.205.000   | 10,8        | 39         | 9          | 30         | 3.343                     |         | 35        | 118       | 19         |
| 2014                           | 135.400     | 1.206.000   | 11,2        | 39         | 10         | 29         | 3.471                     |         | 33        | 110       | 19         |
| 2017                           | 135.400     | 1.204.000   | 11,2        | 33         | 5          | 28         | 4.103                     |         | 29        | 122       | 20         |
| 2020                           | 125.375     | 1.247.330   | 10,1        | 37         | 5          | 32         | 3.388                     |         | 33        | 107       | 19         |
| 2022                           | 122.878     | 1.242.100   | 9,9         | 36         | 7          | 29         | 3.413                     |         | 32        | 106       | 19         |